# Чика, Патрисия
Патри́сия Веро́ника Чи́ка Ги́сси (исп. Patricia Verónica Chica Gizzi) — канадский режиссёр и сценарист.

## Биография
Она родилась в Сан-Сальвадоре, Сальвадор. В 2007 и 2010 годах Министерство иностранных дел Сальвадора вручило ей диплом признания за выдающийся вклад в кинематографическое наследие страны. Будучи лауреатом 40 различных наград, она представила свои работы на телевидении в Северной Америке, Европе, Латинской Америке, Азии и Австралии, в многочисленных университетах, в нишевых сообществах, а также на международных кинофестивалях.
Американский сайт ужасов Dread Central включает её в свой список «Восходящих женщин-кинематографистов» вместе с другими известными женщинами-режиссерами, такими как сёстрами Соска и Дженнифер Кент. «Патрисия Чика известна тем, что снимает смелые, резкие и визуально поражающие независимые фильмы», — говорится в статье.
На протяжении многих лет Патрисия разработала кинематографический стиль, отличающийся тем, что она использует сюрреалистические образы и дотошные методы редактирования, чтобы изображать интрапсихических персонажей. Она использует искаженные и тревожные элементы в своих фильмах, чтобы шокировать зрителей и заставить их думать по-другому о некоторых нелицеприятных реальностях.
Как сообщается в документальном фильме «Let It Out!» (2013), Патрисия Чика использует энергию в своих творческих процессах в качестве инструмента для расширения возможностей своих актёров, сотрудников и даже самой себя. Она использует энергию и медитацию, чтобы привести своих актёров на более высокий уровень сознания и осознания, которые позволят им более глубоко связать себя с их персонажами.